# Exocentrus himalayanus
Exocentrus himalayanus là một loài bọ cánh cứng trong họ Cerambycidae.